# Reprezentacja Polski U-19 w piłce nożnej kobiet
Reprezentacja Polski U-19 w piłce nożnej kobiet – drużyna piłkarska do lat 19 reprezentująca Rzeczpospolitą Polską w zawodach międzynarodowych. Powoływana jest przez selekcjonera, mogą w niej występować wyłącznie zawodniczki posiadające obywatelstwo polskie. Za jej funkcjonowanie odpowiedzialny jest Polski Związek Piłki Nożnej, organ zarządzający piłką nożną w Polsce. Drużyna żadnego razu nie zakwalifikowała się do turnieju finałowego mistrzostw Europy U-19.

## Udział w turniejach międzynarodowych

### Mistrzostwa świata
Reprezentacji nie udało się nigdy awansować do finałów mistrzostw świata w tej kategorii wiekowej. Eliminacje w strefie europejskiej odbywają się poprzez mistrzostwa Europy U-19 w każdym roku nieparzystym.
| Rok   | Runda                   | Pozycja                 | M                       | W                       | R                       | P                       | GZ                      | GS                      |
| ----- | ----------------------- | ----------------------- | ----------------------- | ----------------------- | ----------------------- | ----------------------- | ----------------------- | ----------------------- |
| 2002  | Nie zakwalifikowała się | Nie zakwalifikowała się | Nie zakwalifikowała się | Nie zakwalifikowała się | Nie zakwalifikowała się | Nie zakwalifikowała się | Nie zakwalifikowała się | Nie zakwalifikowała się |
| 2004  | Nie zakwalifikowała się | Nie zakwalifikowała się | Nie zakwalifikowała się | Nie zakwalifikowała się | Nie zakwalifikowała się | Nie zakwalifikowała się | Nie zakwalifikowała się | Nie zakwalifikowała się |
| 2006  | Nie zakwalifikowała się | Nie zakwalifikowała się | Nie zakwalifikowała się | Nie zakwalifikowała się | Nie zakwalifikowała się | Nie zakwalifikowała się | Nie zakwalifikowała się | Nie zakwalifikowała się |
| 2008  | Nie zakwalifikowała się | Nie zakwalifikowała się | Nie zakwalifikowała się | Nie zakwalifikowała się | Nie zakwalifikowała się | Nie zakwalifikowała się | Nie zakwalifikowała się | Nie zakwalifikowała się |
| 2010  | Nie zakwalifikowała się | Nie zakwalifikowała się | Nie zakwalifikowała się | Nie zakwalifikowała się | Nie zakwalifikowała się | Nie zakwalifikowała się | Nie zakwalifikowała się | Nie zakwalifikowała się |
| 2012  | Nie zakwalifikowała się | Nie zakwalifikowała się | Nie zakwalifikowała się | Nie zakwalifikowała się | Nie zakwalifikowała się | Nie zakwalifikowała się | Nie zakwalifikowała się | Nie zakwalifikowała się |
| 2014  | Nie zakwalifikowała się | Nie zakwalifikowała się | Nie zakwalifikowała się | Nie zakwalifikowała się | Nie zakwalifikowała się | Nie zakwalifikowała się | Nie zakwalifikowała się | Nie zakwalifikowała się |
| 2016  | Nie zakwalifikowała się | Nie zakwalifikowała się | Nie zakwalifikowała się | Nie zakwalifikowała się | Nie zakwalifikowała się | Nie zakwalifikowała się | Nie zakwalifikowała się | Nie zakwalifikowała się |
| 2018  | Nie zakwalifikowała się | Nie zakwalifikowała się | Nie zakwalifikowała się | Nie zakwalifikowała się | Nie zakwalifikowała się | Nie zakwalifikowała się | Nie zakwalifikowała się | Nie zakwalifikowała się |
| 2020  | Nie zakwalifikowała się | Nie zakwalifikowała się | Nie zakwalifikowała się | Nie zakwalifikowała się | Nie zakwalifikowała się | Nie zakwalifikowała się | Nie zakwalifikowała się | Nie zakwalifikowała się |
| 2022  | Nie zakwalifikowała się | Nie zakwalifikowała się | Nie zakwalifikowała się | Nie zakwalifikowała się | Nie zakwalifikowała się | Nie zakwalifikowała się | Nie zakwalifikowała się | Nie zakwalifikowała się |
| Razem |                         | 0/10                    | 0                       | 0                       | 0                       | 0                       | 0                       | 0                       |

### Mistrzostwa Europy
Polskiej drużynie 2 razy udało się zakwalifikować do finałów ME.
| Rok            | Runda                      | Pozycja                    | M                          | W                          | R                          | P                          | GZ                         | GS                         |
| -------------- | -------------------------- | -------------------------- | -------------------------- | -------------------------- | -------------------------- | -------------------------- | -------------------------- | -------------------------- |
| (Dwumecz) 1998 | Nie zakwalifikowała się    | Nie zakwalifikowała się    | Nie zakwalifikowała się    | Nie zakwalifikowała się    | Nie zakwalifikowała się    | Nie zakwalifikowała się    | Nie zakwalifikowała się    |                            |
| 1999           | Nie zakwalifikowała się    | Nie zakwalifikowała się    | Nie zakwalifikowała się    | Nie zakwalifikowała się    | Nie zakwalifikowała się    | Nie zakwalifikowała się    | Nie zakwalifikowała się    |                            |
| 2000           | Nie zakwalifikowała się    | Nie zakwalifikowała się    | Nie zakwalifikowała się    | Nie zakwalifikowała się    | Nie zakwalifikowała się    | Nie zakwalifikowała się    | Nie zakwalifikowała się    |                            |
| 2001           | Nie zakwalifikowała się    | Nie zakwalifikowała się    | Nie zakwalifikowała się    | Nie zakwalifikowała się    | Nie zakwalifikowała się    | Nie zakwalifikowała się    | Nie zakwalifikowała się    |                            |
| 2002           | Nie zakwalifikowała się    | Nie zakwalifikowała się    | Nie zakwalifikowała się    | Nie zakwalifikowała się    | Nie zakwalifikowała się    | Nie zakwalifikowała się    | Nie zakwalifikowała się    |                            |
| 2003           | Nie zakwalifikowała się    | Nie zakwalifikowała się    | Nie zakwalifikowała się    | Nie zakwalifikowała się    | Nie zakwalifikowała się    | Nie zakwalifikowała się    | Nie zakwalifikowała się    |                            |
| 2004           | Nie zakwalifikowała się    | Nie zakwalifikowała się    | Nie zakwalifikowała się    | Nie zakwalifikowała się    | Nie zakwalifikowała się    | Nie zakwalifikowała się    | Nie zakwalifikowała się    |                            |
| 2005           | Nie zakwalifikowała się    | Nie zakwalifikowała się    | Nie zakwalifikowała się    | Nie zakwalifikowała się    | Nie zakwalifikowała się    | Nie zakwalifikowała się    | Nie zakwalifikowała się    |                            |
| 2006           | Nie zakwalifikowała się    | Nie zakwalifikowała się    | Nie zakwalifikowała się    | Nie zakwalifikowała się    | Nie zakwalifikowała się    | Nie zakwalifikowała się    | Nie zakwalifikowała się    |                            |
| 2007           | faza grupowa               | 7                          | 3                          | 0                          | 1                          | 2                          | 1                          | 7                          |
| 2008           | Nie zakwalifikowała się    | Nie zakwalifikowała się    | Nie zakwalifikowała się    | Nie zakwalifikowała się    | Nie zakwalifikowała się    | Nie zakwalifikowała się    | Nie zakwalifikowała się    | Nie zakwalifikowała się    |
| 2009           | Nie zakwalifikowała się    | Nie zakwalifikowała się    | Nie zakwalifikowała się    | Nie zakwalifikowała się    | Nie zakwalifikowała się    | Nie zakwalifikowała się    | Nie zakwalifikowała się    | Nie zakwalifikowała się    |
| 2010           | Nie zakwalifikowała się    | Nie zakwalifikowała się    | Nie zakwalifikowała się    | Nie zakwalifikowała się    | Nie zakwalifikowała się    | Nie zakwalifikowała się    | Nie zakwalifikowała się    | Nie zakwalifikowała się    |
| 2011           | Nie zakwalifikowała się    | Nie zakwalifikowała się    | Nie zakwalifikowała się    | Nie zakwalifikowała się    | Nie zakwalifikowała się    | Nie zakwalifikowała się    | Nie zakwalifikowała się    | Nie zakwalifikowała się    |
| 2012           | Nie zakwalifikowała się    | Nie zakwalifikowała się    | Nie zakwalifikowała się    | Nie zakwalifikowała się    | Nie zakwalifikowała się    | Nie zakwalifikowała się    | Nie zakwalifikowała się    | Nie zakwalifikowała się    |
| 2013           | Nie zakwalifikowała się    | Nie zakwalifikowała się    | Nie zakwalifikowała się    | Nie zakwalifikowała się    | Nie zakwalifikowała się    | Nie zakwalifikowała się    | Nie zakwalifikowała się    | Nie zakwalifikowała się    |
| 2014           | Nie zakwalifikowała się    | Nie zakwalifikowała się    | Nie zakwalifikowała się    | Nie zakwalifikowała się    | Nie zakwalifikowała się    | Nie zakwalifikowała się    | Nie zakwalifikowała się    | Nie zakwalifikowała się    |
| 2015           | Nie zakwalifikowała się    | Nie zakwalifikowała się    | Nie zakwalifikowała się    | Nie zakwalifikowała się    | Nie zakwalifikowała się    | Nie zakwalifikowała się    | Nie zakwalifikowała się    | Nie zakwalifikowała się    |
| 2016           | Nie zakwalifikowała się    | Nie zakwalifikowała się    | Nie zakwalifikowała się    | Nie zakwalifikowała się    | Nie zakwalifikowała się    | Nie zakwalifikowała się    | Nie zakwalifikowała się    | Nie zakwalifikowała się    |
| 2017           | Nie zakwalifikowała się    | Nie zakwalifikowała się    | Nie zakwalifikowała się    | Nie zakwalifikowała się    | Nie zakwalifikowała się    | Nie zakwalifikowała się    | Nie zakwalifikowała się    | Nie zakwalifikowała się    |
| 2018           | Nie zakwalifikowała się    | Nie zakwalifikowała się    | Nie zakwalifikowała się    | Nie zakwalifikowała się    | Nie zakwalifikowała się    | Nie zakwalifikowała się    | Nie zakwalifikowała się    | Nie zakwalifikowała się    |
| 2019           | Nie zakwalifikowała się    | Nie zakwalifikowała się    | Nie zakwalifikowała się    | Nie zakwalifikowała się    | Nie zakwalifikowała się    | Nie zakwalifikowała się    | Nie zakwalifikowała się    | Nie zakwalifikowała się    |
| 2020           | Nie rozegrano kwalifikacji | Nie rozegrano kwalifikacji | Nie rozegrano kwalifikacji | Nie rozegrano kwalifikacji | Nie rozegrano kwalifikacji | Nie rozegrano kwalifikacji | Nie rozegrano kwalifikacji | Nie rozegrano kwalifikacji |
| 2021           | Nie rozegrano kwalifikacji | Nie rozegrano kwalifikacji | Nie rozegrano kwalifikacji | Nie rozegrano kwalifikacji | Nie rozegrano kwalifikacji | Nie rozegrano kwalifikacji | Nie rozegrano kwalifikacji | Nie rozegrano kwalifikacji |
| 2022           | Nie zakwalifikowała się    | Nie zakwalifikowała się    | Nie zakwalifikowała się    | Nie zakwalifikowała się    | Nie zakwalifikowała się    | Nie zakwalifikowała się    | Nie zakwalifikowała się    | Nie zakwalifikowała się    |
| 2023           | Nie zakwalifikowała się    | Nie zakwalifikowała się    | Nie zakwalifikowała się    | Nie zakwalifikowała się    | Nie zakwalifikowała się    | Nie zakwalifikowała się    | Nie zakwalifikowała się    | Nie zakwalifikowała się    |
| 2024           | Nie zakwalifikowała się    | Nie zakwalifikowała się    | Nie zakwalifikowała się    | Nie zakwalifikowała się    | Nie zakwalifikowała się    | Nie zakwalifikowała się    | Nie zakwalifikowała się    | Nie zakwalifikowała się    |
| 2025           | faza grupowa               | 5                          | 3                          | 1                          | 1                          | 1                          | 6                          | 7                          |
| Razem          | faza grupowa               | 2/22                       | 6                          | 1                          | 2                          | 3                          | 7                          | 14                         |